# Liste der Rektoren und Direktoren der Universität Moskau
Die Liste der Rektoren der Universität Moskau führt alle Personen auf, die seit der Gründung 1755 das Amt des Rektors bzw. Direktors der Lomonossow-Universität ausgeübt haben.

## 18. Jahrhundert
| Name                              | Amt      | von  | bis  |
| --------------------------------- | -------- | ---- | ---- |
| Alexei Michailowitsch Argamakow   | Direktor | 1755 | 1757 |
| Iwan Iwanowitsch Melissino        | Direktor | 1757 | 1763 |
| Michail Matwejewitsch Cheraskow   | Direktor | 1763 | 1770 |
| Michail Wassiljewitsch Priklonski | Direktor | 1771 | 1784 |
| Pawel Iwanowitsch Fonwisin        | Direktor | 1784 | 1796 |
| Iwan Petrowitsch Turgenew         | Direktor | 1796 | 1803 |

## 19. Jahrhundert
| Name                                                | Amt    | von  | bis  |
| --------------------------------------------------- | ------ | ---- | ---- |
| Chariton Andrejewitsch Tschebotarjow                | Rektor | 1803 | 1805 |
| Pjotr Iwanowitsch Strachow                          | Rektor | 1805 | 1807 |
| Fjodor Grigorjewitsch Bause                         | Rektor | 1807 | 1808 |
| Bernhard Andreas von Heim (Iwan Andrejewitsch Gejm) | Rektor | 1808 | 1819 |
| Anton Antonowitsch Prokopowitsch-Antonski           | Rektor | 1819 | 1826 |
| Iwan Alexejewitsch Dwigubski                        | Rektor | 1826 | 1833 |
| Alexei Wassiljewitsch Boldyrew                      | Rektor | 1833 | 1836 |
| Michail Trofimowitsch Katschenowski                 | Rektor | 1837 | 1842 |
| Arkadi Alexejewitsch Alfonski (I)                   | Rektor | 1842 | 1848 |
| Dmitri Matwejewitsch Perewoschtschikow              | Rektor | 1848 | 1850 |
| Arkadi Alexejewitsch Alfonski (II)                  | Rektor | 1850 | 1863 |
| Sergei Iwanowitsch Barschew                         | Rektor | 1863 | 1870 |
| Sergei Michailowitsch Solowjow                      | Rektor | 1871 | 1877 |
| Nikolai Sawwitsch Tichonrawow                       | Rektor | 1877 | 1883 |
| Nikolai Pawlowitsch Bogolepow (I)                   | Rektor | 1883 | 1887 |
| Gavriil Afanassjewitsch Iwanow                      | Rektor | 1887 | 1891 |
| Nikolai Pawlowitsch Bogolepow (II)                  | Rektor | 1891 | 1893 |
| Pawel Alexejewitsch Nekrassow                       | Rektor | 1893 | 1898 |
| Nikolai Andrejewitsch Swerew                        | Rektor | 1898 | 1898 |
| Dmitri Nikolajewitsch Sernow                        | Rektor | 1898 | 1899 |

## 20. bis 21. Jahrhundert
| Name                                | Amt      | von  | bis  |
| ----------------------------------- | -------- | ---- | ---- |
| Alexander Andrejewitsch Tichomirow  | Rektor   | 1899 | 1904 |
| Leonid Kusmitsch Lachtin            | Rektor   | 1904 | 1905 |
| Sergei Nikolajewitsch Trubezkoi     | Rektor   | 1905 | 1905 |
| Alexander Apollonowitsch Manujlow   | Rektor   | 1905 | 1911 |
| Matwei Kusmitsch Ljubawski          | Rektor   | 1911 | 1917 |
| Michail Alexandrowitsch Menzbier    | Rektor   | 1917 | 1919 |
| Wladimir Sergejewitsch Gulewitsch   | Rektor   | 1919 | 1919 |
| Michail Michailowitsch Nowikow      | Rektor   | 1919 | 1920 |
| Dmitri Petrowitsch Bogolepow        | Rektor   | 1920 | 1921 |
| Wjatscheslaw Petrowitsch Wolgin     | Rektor   | 1921 | 1925 |
| Andrei Januarjewitsch Wyschinski    | Rektor   | 1925 | 1928 |
| Iwan Dmitrijewitsch Udalzow         | Rektor   | 1928 | 1930 |
| Wassili Nikolajewitsch Kassatkin    | Direktor | 1930 | 1934 |
| Alexei Sergejewitsch Butjagin       | Direktor | 1934 | 1939 |
| Alexei Sergejewitsch Butjagin       | Rektor   | 1939 | 1943 |
| Ilja Sawwitsch Galkin               | Rektor   | 1943 | 1947 |
| Alexander Nikolajewitsch Nesmejanow | Rektor   | 1948 | 1951 |
| Iwan Georgijewitsch Petrowski       | Rektor   | 1951 | 1973 |
| Rem Wiktorowitsch Chochlow          | Rektor   | 1973 | 1977 |
| Anatoli Alexejewitsch Logunow       | Rektor   | 1977 | 1992 |
| Wiktor Antonowitsch Sadownitschi    | Rektor   | 1992 |      |